# Križišče
Križišče je prometna površina, ki nastane s križanjem ali združitvijo dveh ali več cest v isti ravnini. Sestavni deli križišča so tudi prehodi za pešce in prehodi kolesarskih stez, če so zgrajeni, razvrstilne prometne pasove pa štejemo k širšemu območju križišča.
Križišča so različnih oblik v odvisnosti od števila krakov oziroma števila cest, ki se križajo in različnih prometnih ureditev. V zadnjih letih se v Evropi in tudi na Slovenskem vse bolj uveljavljajo krožna križišča, ki imajo glede varnosti in pretočnosti prometa precej prednosti pred klasičnimi križišči.

## Prednost v križišču
V skladu s pravili v cestnem prometu velja:
- Desno pravilo: na križišču ima prednost vozilo, ki prihaja z desne strani, če ni drugače urejeno s prometno signalizacijo.
- Pravilo srečanja: voznik, ki na križišču zavija v levo, mora pustiti mimo vozila, ki prihajajo iz nasprotne smeri in vozijo naravnost ali zavijajo desno.
- Voznik, ki zavija na križišču v desno, mora pustiti mimo vozila, ki vozijo v isti smeri po kolesarskem pasu ali kolesarski stezi.
- Voznik, ki zavija v desno, mora dati prednost tudi avtobusom in drugim vozilom, ki vozijo po označenem prometnem pasu za vozila javnega prevoza potnikov.
- Voznik, ki zavija v levo ali v desno, mora dati prednost pešcem, ki prečkajo vozišče, na katero namerava zapeljati.
- Vozila s prednostjo (označena z modro lučjo) in vozila s spremstvom (označena z rdečo in modro lučjo) imajo na križišču, ne glede na prometno ureditev, prednost pred drugimi vozili in pešci.

## Vožnja v križišču
Najbolj pomembna pravila za vožnjo v križišču so naslednja:
- Voznik, ki zavija na križišču levo, mora zapeljati do sredine križišča, razen če s prometno signalizacijo ni določeno drugače ali če tega ne dopušča promet iz nasprotne smeri.
- Na križišču, razen na krožnem, je menjava prometnega pasu prepovedana.
- Voznik, ki na križišče pripelje po edinem prometnem pasu za zavijanje in zavija na smerno vozišče z dvema ali več prometnimi pasovi, sme zapeljati na kateregakoli od teh pasov, razen če istočasno zavija na isto smerno vozišče tudi voznik, ki prihaja iz nasprotne smeri.
- Ko se v križišču srečuje voznik, ki zavija levo, z vozilom, ki prihaja z nasprotne smeri in tudi zavija levo,ga ta pusti mimo po svoji desni strani.

So pa še druga pravila, razvidna v ustreznem zakonu in podzakonskih predpisih, ki jih morajo udeleženci v prometu (vozniki, pešci, kolesarji in drugi) obvezno poznati. Za to skrbijo že v vrtcih in šolah, kasneje pa v avtošolah.